# Marionina macgrathi
Marionina macgrathi är en ringmaskart som beskrevs av Brenda Healy 1996. Marionina macgrathi ingår i släktet Marionina och familjen småringmaskar. Inga underarter finns listade i Catalogue of Life.